# Richard Tauber
Richard Tauber (Linz, 16 de maio de 1891 – Londres, 8 de janeiro de 1948) foi um aclamado tenor austríaco, conhecido como um dos maiores cantores do século XX.

## Biografia
Richard Tauber nasceu em Linz, Áustria, filho de Elisabeth Seiffert, uma atriz que cantava papéis de soprano soubrette no teatro local e de Richard Anton Tauber. Ele também usou os nomes Ernst Seiffert, Carl Tubar e C. Richard Tauber em vários momentos. Richard acompanhou sua mãe em muitas turnês por teatros, onde ela se apresentava em papéis de soprano soubrette. Em 1897 ele foi para a escola em Linz. Depois que foi morar com seu pai, ele teve vontade de se tornornar um cantor profissional, mas não conseguiu impessionar seus professores em algumas audições, pois escolheu cantar músicas de obras de Wagner, que eram inadequadas para a sua voz. Consequentemente, seu pai o mandou para o Conservatório Hoch, de Frankfurt, para estudar piano, composição e condução. Ele fez um progresso rápido mas ele continuou com a esperança de se tornar cantor. Embora permanecendo com seus amigos em Freiburgo, ele conseguiu ser ouvido pelo professor de canto Carl Beines, quem o incentivou a cantar mais calmamente e prometeu a ele uma ótima carreira como tenor das obras de Mozart.

### Carreira
Tauber fez sua estréia em Freiburgo no dia 17 de Maio de 1912. Em 1913 seu pai foi nomeado como Intendente do Teatro Municipal e do Teatro Stadt em Chamnitz, e estava, portanto, na posição de providenciar Richard para interpretar Tamino da ópera Die Zauberflöte de Mozart, no dia 2 de Março de 1913. Poucos dias depois ele cantou Max na ópera Der Freischütz, essa performance fez com que o Barão de Seebach lhe oferecesse um contrato de cinco anos  com a Ópera de Dresden. O Barão de Seebach encorajou Tauber a cantar papéis de menor importância em outras companhias de óperas para ganhar mais experiência. Durante esse período em Dresden, Tauber adquiriu reputação como um notável estudante rápido de aprender: ele aprendeu Fausto de Gounod, em quarenta e oito horas; Ariadne auf Naxos de Richard Strauss em uma tarde e assim por diante. O público começou a chamá-lo de "O SOS tenor". Em 1922, Tauber assinou um contrato com a Ópera Estatal de Viena e apareceu com a Ópera Estatal de Berlim nos anos seguintes, por muitos anos ele permaneceu com ambas as companhias (permanecendo quatro meses em cada companhia, e deixando quatro meses em cada ano para aparecer em recitais e concertos em outras empresas do exterior. Tauber cantou papéis de tenor em muitas óperas, incluindo "Don Giovanni" (Wolfgang Amadeus Mozart), "A Noiva Trocada" (Bedřich Smetana), "Tosca" (Giacomo Puccini), "Mignon", "Fausto" (Gounod), "Carmen" (Bizet) e "Die Fledermaus" (Richard Strauss). Em Julho de 1922 ele cantou uma parte da opereta Frasquita de Franz Lehár no Teatro de Viena, com um sucesso modesto. Sua excursão pelas operettas acabou ali mesmo, mas em fato, Tauber conseguiu atrair novas audiências.
Em Viena, Tauber também se apresentou no Teatro de Viena, onde ele conheceu a soprano Carlotta Vanconti, que tinha se divorciado de seu marido. Eles mantiveram uma íntima relação e acabaram se casando dia 18 de Março de 1926. Eles se separaram em 1928 e se divorciaram dois anos depois. Nesse período, Tauber conheceu Mary Losseff, com quem morou junto por cinco anos em Berlim.
Em 1931 Tauber fez sua estréia em Londres em uma operetta e aparições de Tauber em eventos em Londres se tornaram regulares. Ele também fez uma turnê pelos Estados Unidos nesse mesmo ano. Em 1933 foi atacado em uma rua de Berlim por um grupo nazista, por causa da sua ascendência judia. Tauber, depois disso, decidiu deixar a Alemanha e voltar para sua terra natal, a Áustria, onde continuou cantando na Ópera Estatal de Viena. Na metade da década de 1930 ele fez muitos filmes musicais na Inglaterra. Em 1938 Tauber fez sua estréia operística em Londres, cantando Die Zauberflöte de Mozart sob a batuta de Sir Thomas Beecham.
A Ópera Estatal de Viena fez uma apresentação no Royal Opera House e ele foi convidado a se apresentar com sua velha companhia. No dia 27 de Setembro de 1947 ele cantou o papel de Don Ottavio em Don Giovanni, não um papel grande, mas com árias difíceis, que precisam de muito controle de respiração e técnica vocal.  Um semana depois dessa apresentação, Tauber foi internado no hospital . Ele morreu dia 8 de Janeiro de 1948 e foi enterrado no Cemitério Brompton, em Londres.
Tauber tinha uma voz lírica e flexível e ele cantava com elegância, legato e harmoniosamente. Seu excelente controle da respiração deu a ele uma maravilhosa voz de peito e com um magnífico pianíssimo. Ele também era muito elegante nas suas aparições. Para muitas pessoas ele tinha se tornado o ícone do charme vienense.